# Gaudritz
Gaudritz ist eine Ortschaft in der Gemeinde Micheldorf im Bezirk Sankt Veit an der Glan in Kärnten (Österreich). Die Ortschaft hat 0 Einwohner (Stand 1. Jänner 2024). Sie liegt auf dem Gebiet der Katastralgemeinde Micheldorf.

## Lage
Die Ortschaft liegt an den östlichen Ausläufern des Mödringbergzugs, gut 1 km nordwestlich und 200 Höhenmeter oberhalb des Zentrums des Gemeindehauptorts Micheldorf.

## Geschichte
Für die Lage der in der Antike genannten Siedlung Candalicae wurde von einigen der Bereich zwischen Micheldorf und Gaudritz vermutet. Der Ortsname Gaudritz ist slawischer Herkunft, mit unklarer Bedeutung.
Auf dem Gebiet der Steuergemeinde Micheldorf liegend, gehörte Gaudritz in der ersten Hälfte des 19. Jahrhunderts zum Steuerbezirk Althofen (Herrschaft und Landgericht). Bei Gründung der Ortsgemeinden Mitte des 19. Jahrhunderts kam Gaudritz zunächst an die Gemeinde Friesach, 1892 an die damals neu errichtete Gemeinde Micheldorf. Im Zuge der Gemeindestrukturreform 1973 wurde die Gemeinde Micheldorf aufgelöst; Gaudritz kam zurück an die Gemeinde Friesach. 1992 wurde die Gemeinde Micheldorf wiedererrichtet, seither gehört Gaudritz wieder zur Gemeinde Micheldorf.
Zur Ortschaft gehören nur mehr ein verfallendes Haus sowie einige erst nach 2010 errichtete landwirtschaftliche Gebäude. Die paar vor etwa 200 Jahren im Franziszeischen Kataster im Bereich des heute verfallenden Hauses verzeichneten Häuser sind ebenso längst abgekommen wie der knapp 500 m südwestlich davon gelegene Hof Prettermayer.

## Bevölkerungsentwicklung
Für die Ortschaft ermittelte man folgende Einwohnerzahlen:
- 1869: 4 Häuser, 25 Einwohner[4]
- 1880: 4 Häuser, 26 Einwohner[5]
- 1890: 4 Häuser, 26 Einwohner[6]
- 1900: 3 Häuser, 18 Einwohner[7]
- 1910: 4 Häuser, 5 Einwohner[8]
- 1923: 3 Häuser, 15 Einwohner[9]
- 1934: 6 Einwohner[10]
- 1961: 1 Haus, 2 Einwohner[11]
- 2001: 1 Gebäude (davon 0 mit Hauptwohnsitz) mit 0 Wohnungen; 0 Einwohner und 0 Nebenwohnsitzfälle; 0 Haushalte; 0 Arbeitsstätten, 0 land- und forstwirtschaftliche Betriebe[12]
- 2011: 0 Gebäude, 0 Einwohner, 0 Haushalte, 0 Arbeitsstätten[13]
- 2021: 0 Gebäude, 0 Einwohner, 0 Haushalte, 0 Arbeitsstätten[14]